# Liste der Kulturdenkmäler in Eilscheid
In der Liste der Kulturdenkmäler in Eilscheid sind alle Kulturdenkmäler der rheinland-pfälzischen Ortsgemeinde Eilscheid aufgeführt. Grundlage ist die Denkmalliste des Landes Rheinland-Pfalz (Stand: 27. Juni 2022).

## Einzeldenkmäler
| Bezeichnung | Lage                                   | Baujahr | Beschreibung                 | Bild |
| ----------- | -------------------------------------- | ------- | ---------------------------- | ---- |
| Wegekreuz   | südöstlich des Ortes an der K 122 Lage | 1860    | Schaftkreuz, bezeichnet 1860 | BW   |